# L'Île des navires perdus (film, 1923)
Pour les articles homonymes, voir L'Île des navires perdus.
Pour plus de détails, voir Fiche technique et Distribution.
L'Île des navires perdus (The Isle of Lost Ships) est un film muet américain de Maurice Tourneur, sorti en 1923.

## Synopsis
Jackson, un policier, ramène Frank Howard d'Amérique du Sud pour qu'il soit jugé pour meurtre à New York lorsque leur navire fait naufrage. Tous les passagers arrivent à évacuer l'épave sauf Jackson, Howard, et Dorothy Fairfax, une riche américaine. L'épave dérive dans la mer des Sargasses, et se retrouve avec une flotte d'autres épaves, où habitent une cinquantaine de personnes, avec à leur tête Peter Forbes. Pour sauver Dorothy d'un mariage avec ce dernier, Frank se bat avec lui, et après avoir gagné épouse Dorothy, lors d'un mariage blanc. Frank, grâce à son expérience, arrive à équiper un sous-marin et à s'enfuir avec Dorothy. Il gagne son amour et réussit à prouver son innocence.

## Fiche technique
- Titre original : The Isle of Lost Ships
- Titre français : L'Île des navires perdus
- Réalisation : Maurice Tourneur
- Scénario : Charles Maigne, d'après le roman The Isle of Dead Ships de Crittenden Marriott
- Décors : Milton Menasco
- Photographie : Arthur Todd
- Montage : Frank Lawrence
- Production : Ned Marin
- Société(s) de production : Maurice Tourneur Productions
- Société(s) de distribution : Associated First National Pictures
- Pays de production :  États-Unis
- Langue originale : anglais
- Format : noir et blanc — 35 mm — 1,37:1 — Muet
- Genre : Aventure
- Durée : 80 minutes
- Date de sortie :
  - États-Unis : 18 mars 1923

## Distribution

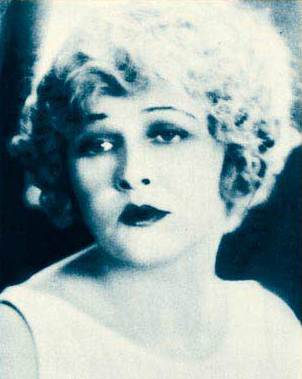
Anna Q. Nilsson

- Anna Q. Nilsson : Dorothy Fairfax
- Milton Sills : Frank Howard
- Frank Campeau : Jackson
- Walter Long : Peter Forbes
- Bert Woodruff : Patrick Joyce
- Aggie Herring : Maman Joyce
- Herschel Mayall : Capitaine Clark

## Autour du film
- Le film a été tourné en partie dans l'île de Santa Catalina en Californie
- Ce film a fait l'objet d'un remake en 1929 : L'Île des navires perdus d'Irvin Willat, avec Jason Robards Sr.